# Lucien Môre
Lucien Môre, né 1816 et mort en 1898, est un pionnier du canotage, du yachting et de la plaisance en France. Il était un membre éminent du Cercle de la Voile de Paris — aujourd'hui le Rowing Club de Paris - dont il a été le président de 1874 à 1879.

## Biographie
Né en 1816, Lucien Môre commence sa carrière nautique en 1835 comme barreur, poste où il se distingue pendant deux saisons, puis équipier sur une yole à six rameurs.
En 1844, le prince de Joinville, François d'Orléans, qui vient d'emménager à Neuilly, lance un défi aux canotiers parisiens qui arment la yole sur laquelle opèrent Lucien Môre et ses six rameurs amateurs. Le prince prépare soigneusement son coup en sélectionnant dans « La Royale » les marins les plus forts et les plus habiles à manier l'aviron. Mais par deux fois, les canotiers parisiens font admirer la poupe de leur yole aux marins professionnels du prince. Cet événement, retentissant à l'époque, marque le début d'une brillante carrière pour Lucien Môre et ses amis, tous devenus ainsi célèbres, sur les bancs de nage de yoles prestigieuses telles que Le Duc de Framboisy, Velleda, Eva et bien d'autres.
Lucien Môre s'intéresse ensuite à la voile. En 1847, il découvre au Havre un dériveur venu des États-Unis, La Margot, avant de devenir le premier président de la Société des Régates Parisiennes en 1853.
En 1854, sur le Bras de Marly et à Bougival, Monsieur Goupil fils importe des États-Unis un cat-boat construit par David Kirby. Le chantier Kirby est alors installé à Rye, quartier sélect du Long Island Sound dans le comté de Westchester à environ 40 km au nord-est de New York. Ce chantier va devenir célèbre en 1868 grâce à Madeleine, une goélette à dérive de 32 m de longueur hors tout, pour un maître bau de 7,35 m, et une voilure de 783 m2. De retour en France, Monsieur Goupil junior confie le cat-boat américain à un équipage qui ne sait pas naviguer et il s'en faut de peu que le bateau disparaisse à jamais.
Heureusement Lucien Môre, subjugué par les dériveurs depuis sa découverte de La Margot, passe par là et en fait l'acquisition. Il donne le nom de New York à ce voilier américain qui va révolutionner la plaisance de rivière et de mer grâce à sa dérive. 
Par la suite, à Paris et à Argenteuil, Lucien Môre n'aura de cesse de démontrer l'avantage de la dérive mobile pour les voiliers de rivière.
Lucien Môre, en plus d'être un canotier de talent, est aussi un prosélyte. En effet, il écrit en 1858, avec ses amis Alphonse Karr, Léon Gatayes, le vicomte Alfred de Chateauvillard, Eugène Yung, Gilbert Viard et Frédéric Lecaron un ouvrage de référence, Le canotage en France. De plus, Le Yacht, le journal de la navigation de plaisance, publie régulièrement ses chroniques.
Le 8 janvier 1858, l'idée de la fondation du tout premier Yacht Club français est émise pour la première fois au sein du Cercle de la Société des régates parisiennes par le vicomte Henri de Dreüille (né en 1826 et mort en 1865, il a parcouru la Méditerranée, l’Atlantique et la Manche à bord de son cotre de 17,50 mètres, le Caprice, et a lancé les premières régates de Honfleur), le vicomte Alfred de Chateauvillard, Lucien Môre, Frédéric Lecaron, G. Bernardel, Gilbert Viard, Louis Armet, Louis Busson, R. le Roy d'Étiolles, H. de Bernède et M. d'Aigremont. Cette idée y est longuement discutée puis est accueillie très favorablement par la haute société et par la presse, donnant ainsi naissance au sport nautique français.
Apôtre convaincu de la dérive mobile, Lucien Môre arme en 1862 son nouveau bateau, le Pétrel afin de poursuivre l'expérience lors des régates du littoral. C'est ainsi le successeur du New York qui incarnait les idées américaines qui dominaient le monde du nautisme à l'époque. Le Pétrel, de 5 tonneaux, d'une longueur de 8 m, d'une flottaison de 7,50 m et d'une largeur 2,50 m, a été construit en 1861 par Philippe Sylvestre à Neuilly sur un autre plan américain,. Cette initiative de Lucien Môre fait par la suite des émules car six autres bateaux de pratiquement les mêmes dimensions (10 m de long, 3 m de Bau, 13 à 14 m de mât) sont plus tard mis en chantier à Paris et à Rouen. Certains sont réalisés sur plans anglais, d'autres sur plans américains. Ces bateaux se distinguent par des dimensions importantes, un gréement de sloop et une étrave inversée. Ils étaient de conception et de construction françaises et avait vocation à l'emporter sur leurs concurrents étrangers malgré un coût inférieur.
Lucien Môre remporte un grand nombre de victoires avec New York, mais surtout avec Pétrel. Pendant 15 ans, il se distingue à la barre de ce racer, remportant de nombreux prix au Havre, à Fécamp, à Dieppe et même à Bordeaux. Cependant, très curieux, il s'intéresse également à un autre bateau à la longévité remarquable, le Sharpie, un bateau de travail du Connecticut. En 1863, un marin militaire en mission aux États-Unis en rapporte deux avec lui à son retour en France. « J'ai eu la bonne fortune de les voir et de les relever » déclare alors Lucien Môre, qui prend fait et cause pour ce bateau.
En 1877, Lucien Môre met un terme à sa carrière de régatier, sans pour autant renoncer à son rôle de militant en faveur du yachting, épaulé dès 1878 par un nouveau membre du Cercle de la Voile de Paris, Gustave Caillebotte.
En 1874, Lucien Môre est élu à la présidence du Cercle de la Voile de Paris, qu'il a intégré en 1867 (en compagnie de nombreux anciens membres de la section « Voile » de la Société des Régates Parisiennes), où il siège jusqu'en 1879. Sous son impulsion, le Cercle de la Voile de Paris, élabore ses premiers règlements et développe son activité. En 1877, le Cercle de la Voile de Paris établit un nouveau mesurage au tonnage, réglemente les courses de vapeur et installe à Argenteuil un pavillon de régate, le premier à appartenir en propre à un cercle nautique en France. Après 1879, il reste cependant le vice-président du Cercle.
Le mardi 28 février 1881, Lucien Môre développe, devant les autres membres du Cercle de la Voile de Paris, une argumentation très précise en faveur du Sharpie. Sa personnalité ainsi que ses connaissances en nautisme ont contribué au devenir de ce bateau en France. Le Sharpie deviendra la forme de bateau mise à la mode par Lucien Môre à la suite de ses conférences reprises par la presse. 
Une étape importante se joue quand le chantier naval Texier, installé au Petit Gennevilliers à Argenteuil, commence la construction d'un Sharpie de 6,50 m pour le comte de Bardi. Le jour du lancement, le dimanche 14 août 1881, il souffle une bonne brise d'ouest qui soulève un clapot désagréable sur le plan d'eau. Malgré cela, Le bateau fait merveille et Lucien Môre déclare : « C'est un résultat extraordinaire, qui déroute toutes les idées admises en construction qu'une caisse plate, avec une dérive et des voiles, donne les avantages d'une forme d'embarcation longuement perfectionnée … ».
Lucien Môre meurt en 1898 après une vie tout entière consacrée au grand canotage.